# Louis Ier de La Trémoille
Pour les articles homonymes, voir Louis Ier.
Pour les autres membres de la famille, voir Maison de La Trémoille.
Louis Ier de La Trémoille, seigneur de Sully, de Craon et de Châteauneuf-sur-Sarthe de 1446 à 1457, vicomte de Thouars et prince de Talmont, né vers 1429 et mort en 1483 au château de Bommiers, est un aristocrate et homme de guerre français du XVe siècle.

## Biographie
Fils aîné de Georges Ier de La Trémoille et de Catherine de l'Isle-Bouchard, Louis de la Trémoille descend de la puissante maison de La Trémoille.
Il succède à son père en 1446 et, le 22 août de cette même année, il épouse Marguerite d'Amboise, faisant entrer les titres de vicomte de Thouars et de prince de Talmont dans la famille de La Trémoille.
En 1449, sous le roi de France Charles VII, il assiste au siège de Rouen, à la conquête de Harfleur, Caen et Falaise.
Après la mort de Charles VII, Louis Ier se met au service du nouveau roi de France Louis XI.
Il est l'un des signataires du traité de Picquigny, le 29 août 1475, mettant fin officiellement à la guerre de Cent Ans. Il participe à la guerre contre le duc de Bourgogne Charles le Téméraire.
En 1472, à la mort de Louis d'Amboise vicomte de Thouars, Louis XI donne la principauté de Talmont, avec les châtellenies d'Olonne, Curzon, Château-Gaultier (Grosbreuil) et de Bran et Brandois (Brem-sur-Mer) à Philippe de Commynes. En 1476, Louis de la Trémoille conteste cette donation et ses descendants obtiennent réparation en 1491 après jugement du parlement en 1486.
Il meurt début 1483 dans son château de Bommiers.

## Mariages et descendance
Il épouse, le 22 août 1446, Marguerite d'Amboise, fille de Louis d'Amboise et de Marie de Rieux, dont il eut :
- Louis II de La Trémoille ;
- Jean-François de La Trémoille, évêque de Poitiers, puis archevêque d'Auch et cardinal du titre de Saint-Martin-aux-Monts ;
- Jacques, conquêtes de Naples (1495), Marignan, marié à Avoye de Chabannes, fille de Jean ;
- Georges, lieutenant général en Bourgogne, marié le 8 février 1508 à Madeleine d'Azay, fille de François, seigneur d'Azay, d'où naîtra Jacqueline († v. 1544), mariée en 1526 à Claude Gouffier, grand écuyer de France (fils d'Artus Gouffier de Boisy et de Hélène d'Hangest-Genlis) ;
- Anne de La Trémoille, mariée à :

1. Louis d'Anjou, en 1464, batard du Maine, seigneur de Mézières en Braine, fils naturel de Charles d'Anjou,
2. Guillaume de Rochefort, chancelier de France,
3. Jacques de Rochechouart, le 16 janvier 1494, seigneur du Bourdet, fils de Geoffroy et d'Isabeau Brachet ;

- Antoinette, épouse le 8 juillet 1473 Charles de Husson, comte de Tonnerre, fils de Jean de Husson et de Catherine de la Rochefoucauld ;
- Catherine, abbesse du Ronceray d'Angers.

Avec Jeanne de la Rue, il a un fils naturel, légitimé en janvier 1485 par lettres du roi Charles VIII :
- Jean, bâtard de La Trémoille, seigneur de la Brèche et de Sully en partie, marié à Charlotte d'Autry, fille d'Olivier et de Catherine de Giverlay : leur descendance est vue à l'article Louis II.

### Sources et bibliographie
- Gérard Galand, Les seigneurs de Châteauneuf-sur-Sarthe en Anjou de 852 à 1791, Cheminements, 2005,  (ISBN 2-84478-402-X)